# Belden Inc.
Belden Inc. (NYSE: BDC) er en amerikansk producent af netværkskabler, strømkabler og stik. Deres fokus er Industrial Automation Solutions, Smart Buildings og Broadband & 5G markets.
Belden har hovedkvarter i St. Louis, Missouri.
Virksomheden blev etableret i Chicago i 1902.